# Benjamin Russel Hanby
Benjamin Russel Hanby, född 22 juli 1833 i Rushville i Ohio död 16 mars 1867 i Chicago, amerikansk sångförfattare och kompositör. 